# Grease (bande originale)
Pour les articles homonymes, voir Grease.
Albums de Divers artistes
Grease 2
(1982)
Grease : The Original Soundtrack from the Motion Picture est la bande originale du film Grease sorti en 1978.
L'album met principalement en vedette les deux stars du film John Travolta et Olivia Newton-John, qui apparaissent sur 7 des 24 titres. Les autres chansons sont interprétées par les autres acteurs du film et par Sha Na Na, un groupe qui apparaît plusieurs fois dans le film. La chanson-titre Grease est chantée par Frankie Valli, qui n'est pas présent dans le long métrage.

## Succès
Les chansons à succès ont pratiquement toutes été écrites pour le film, notamment les tubes numéros 1 au Billboard Hot 100 You're the One That I Want et Grease puis Hopelessly Devoted to You, nommée aux Oscars 1979 dans la catégorie Meilleure chanson originale. Au Royaume-Uni, l'album et les singles connaissent le même succès : You're the One That I Want (numéro 1 pendant 9 semaines), Summer Nights (pendant 7 semaines). Grease, Hopelessly Devoted to You et Sandy deviennent également des « Top 3 »,,,. L'album atteint le sommet des « charts » américains durant l'été 1978, détrônant Some Girls des Rolling Stones. Au Royaume-Uni, la B.O. restera 13 semaines consécutives au top des albums.
L'album s'est écoulé à environ 28 millions d'exemplaires à travers le monde.

## Fiche technique
- Direction artistique : Glenn Ross
- Artwork : Tim Bryant et George Corsillo
- Photographies : Alan Pappe/Lee Gross Assoc., Inc. ; Ron Slenzak (photographies additionnelles)
- Arrangements musicaux : John Farrar, Michael Gibson, Louis St. Louis
  - Cordes sur Summer Nights arrangées par Bhen Lanzarone
  - Cor et cordes de Greased Lightnin' et Born to Hand Jive arrangés par Michael Melvoin
- Ingénieurs du son : David J. Holman, Jay Lewis, Eirik Wangberg, Michael Carneval, Karl Richardson (Grease)
- Mixage et remixage : David J. Holman au Filmways/Wally Heider Recording Studios, Hollywood
- Mastering : Bernie Grundman
- Production : Louis St. Louis et John Farrar; Barry Gibb, Albhy Galuten (en) et Karl Richardson (Grease)

## Musiciens
- Guitare : John Farrar, Tim May (Born to Hand Jive), Jay Graydon, Lee Ritenour, Dan Sawyer, Bob Rose, Dennis Budimir, Thomas Tedesso, Cliff Morris, Joey Murcia, Peter Frampton
- Basse : Mike Porcaro, William David Hungate, Max Bennett, David Allen Ryan, Wm. J. Bodine, Dean Cortez, Harold Cowart
- Claviers : Louis St. Louis, Greg Mathieson, Mike Land, Lincoln Majorca, Thomas Garvin, Bhen Lanzarone, George Bitzer
- Harpe : Dorothy Remsen, Gayle Levant
- Batterie : Olle Brown, Carlos Vega, Cubby O'Brien Ron Ziegler
- Percussions : Eddie Bong Brown, Larry Bunker, Victor Feldman, Antoine Dearborn
- Saxophone : Ray Pizzi (We Go Together, Greased Lightnin'), Ernie Watts (There Are Worse Things I Could Do, Alone At A Drive-In Movie), Jerome Richardson, John Kelson, Jr.
- Trompette : Albert Aarons, Robert Bryant
- Trombone: Lloyd Ulgate
- Premier violon : James Getzoff
- Chœurs : Curt Becher, Paulette K. Brown, Beau Charles, Carol Chase, Kerry Chater, Loren Farber, John Farrar, Venetta Fields, Gerald Garrett, Jim Gilstrap, Mitch Gordon, Jim Haas, Petty Henderson, Ron Kicklin, Diana Lee, John Lehman, Maxayn Lewis, Melissa MacKay, Myrna Matthews, Marti McCall, Gene Merlino, Gene Morford, Lisa Roberts, Sally Stevens, Zedrick Turnbough, Jackie Ward, M. Ann White, Jerry Whitman

## Liste des titres

### Face 1
| No | Titre                      | Auteur                         | Voix                                | Durée |
| -- | -------------------------- | ------------------------------ | ----------------------------------- | ----- |
| 1. | Grease                     | Barry Gibb                     | Frankie Valli                       | 3:24  |
| 2. | Summer Nights              | Jim Jacobs et Warren Casey     | John Travolta et Olivia Newton-John | 3:35  |
| 3. | Hopelessly Devoted to You  | John Farrar                    | Olivia Newton-John                  | 3:04  |
| 4. | You're the One That I Want | John Farrar                    | John Travolta et Olivia Newton-John | 2:48  |
| 5. | Sandy                      | Louis St. Louis et Scott Simon | John Travolta                       | 2:31  |

### Face 2
| No  | Titre                                      | Auteur                         | Voix                                                         | Durée |
| --- | ------------------------------------------ | ------------------------------ | ------------------------------------------------------------ | ----- |
| 6.  | Beauty School Dropout                      | Jim Jacobs et Warren Casey     | Frankie Avalon                                               | 3:59  |
| 7.  | Look at Me, I'm Sandra Dee                 | Jim Jacobs et Warren Casey     | Stockard Channing, Didi Conn, Dinah Manoff et Jamie Donnelly | 1:40  |
| 8.  | Greased Lightnin'                          | Jim Jacobs et Warren Casey     | John Travolta                                                | 3:13  |
| 9.  | It's Raining on Prom Night                 | Jim Jacobs et Warren Casey     | Cindy Bullens                                                | 2:51  |
| 10. | Alone at the Drive-in Movie (instrumental) | Jim Jacobs et Warren Casey     | --                                                           | 2:24  |
| 11. | Blue Moon                                  | Richard Rodgers et Lorenz Hart | Sha-Na-Na                                                    | 2:18  |

### Face 3
| No  | Titre                        | Auteur                         | Voix                             | Durée |
| --- | ---------------------------- | ------------------------------ | -------------------------------- | ----- |
| 12. | Rock n' Roll Is Here to Stay | D. White                       | Sha-Na-Na                        | 2:03  |
| 13. | Those Magic Changes          | Jim Jacobs et Warren Casey     | Sha-Na-Na                        | 2:18  |
| 14. | Hound Dog                    | Jerry Leiber et Mike Stoller   | Sha-Na-Na                        | 1:24  |
| 15. | Born to Hand Jive            | Jim Jacobs et Warren Casey     | Sha-Na-Na                        | 4:37  |
| 16. | Tears on My Pillow           | Sylvester Bradford et Al Lewis | Sha-Na-Na                        | 2:02  |
| 17. | Mooning                      | Jim Jacobs et Warren Casey     | Louis St. Louis et Cindy Bullens | 2:15  |

### Face 4
| No  | Titre                                          | Auteur                             | Voix                               | Durée |
| --- | ---------------------------------------------- | ---------------------------------- | ---------------------------------- | ----- |
| 18. | Freddy, My Love                                | Jim Jacobs et Warren Casey         | Cidny Bullens                      | 2:48  |
| 19. | Rock n' Roll Party Queen                       | Jim Jacobs et Warren Casey         | Louis St. Louis                    | 2:11  |
| 20. | There Are Worse Things I Could Do              | Jim Jacobs et Warren Casey         | Stockard Channing                  | 2:22  |
| 21. | Look at Me, I'm Sandra Dee (reprise)           | Jim Jacobs et Warren Casey         | Olivia Newton-John                 | 1:28  |
| 22. | We Go Together                                 | Jim Jacobs et Warren Casey         | John Travolta et Oliva Newton-John | 3:00  |
| 23. | Love Is a Many Splendored Thing (instrumental) | Sammy Fain et Paul Francis Webster | —                                  | 1:23  |
| 24. | Grease (reprise)                               | Barry Gibb                         | Frankie Valli                      | 4:37  |

## Réédition en CD
La bande originale a été éditée en CD quelque temps après l'édition vinyle. En septembre 2003, PolyGram commercialise une version « deluxe » en 2 CD remasterisée avec des titres additionnels. Sur cet album, les titres ne sont pas dans le même ordre que leur apparition dans le film.
| 1.  | Grease (Version instrumentale)                                                  | Barry Gibb                                                | Gary Brown, saxophone                            | 3:23 |
| 2.  | Summer Nights (Version « Sing-a-long »)                                         | Jim Jacobs et Warren Casey                                | –                                                | 3:34 |
| 3.  | Hopelessly Devoted to You (Sing-a-long version)                                 | John Farrar                                               | –                                                | 3:03 |
| 4.  | You're the One I Want (Sing-a-long version)                                     | John Farrar                                               | –                                                | 2:32 |
| 5.  | Sandy (Sing-a-long version)                                                     | Louis St. Louis et Scott Simon                            | –                                                | 2:30 |
| 6.  | Greased Lightnin' (Version single)                                              | Jim Jacobs et Warren Casey                                | John Travolta                                    | 3:20 |
| 7.  | Rydell Fight Song (Instrumentale non commercialisée initialement)               | Jim Jacobs et Warren Casey                                | –                                                | 0:20 |
| 8.  | Greased Up and Ready to Go (Instrumentale non commercialisée initialement)      | Jim Jacobs et Warren Casey                                | –                                                | 4:49 |
| 9.  | Grease Megamix (You're the One That I Want / Greased Lightnin' / Summer Nights) | John Farrar / Jim Jacobs et Warren Casey                  | John Travolta et Olivia Newton-John              | 4:48 |
| 10. | Grease Dream Mix (Grease / Sandy / Hopelessly Devoted to You)                   | Barry Gibb / Louis St. Louis et Scott Simon / John Farrar | Frankie Valli, John Travolta, Olivia Newton-John | 3:45 |
| 11. | Summer Nights (Martian remix)                                                   | Jim Jacobs et Warren Casey                                | John Travolta et Olivia Newton-John              | 3:37 |
| 12. | You're the One That I Want (Martian remix)                                      | John Farrar                                               | John Travolta et Olivia Newton-John              | 3:25 |

## Classements

### Album
| Année | Classement / pays           | Position | Certification |
| ----- | --------------------------- | -------- | ------------- |
| 1978  | Billboard 200               | 1        | 8x Platine    |
| 1978  | UK Albums Chart             | 1        | 7x Platine    |
| 1978  | Australie Kent Music Report | 1        | 11x Platine   |
| 1991  | Australie Kent Music Report | 1        | 11x Platine   |
| 1998  | Australie Kent Music Report | 1        | 11x Platine   |

### Singles
| Date           | Titre                      | Drapeau des États-Unis | Drapeau du Royaume-Uni |
| -------------- | -------------------------- | ---------------------- | ---------------------- |
| Mai 1978       | Grease                     | 1                      | 3                      |
| Mai 1978       | You're the One That I Want | 1                      | 1                      |
| Août 1978      | Summer Nights              | 5                      | 1                      |
| Septembre 1978 | Hopelessly Devoted to You  | 3                      | 2                      |
| Septembre 1978 | Sandy                      | —                      | 2                      |
| Novembre 1978  | Greased Lightnin'          | 47                     | 11                     |